# Dirty God
Dirty God (Dios sucio) es una película dramática coproducida internacionalmente en 2019, dirigida y coescrita por Sacha Polak. Es la primera película en inglés de Polak, y también el primer largometraje de la actriz Vicky Knight elegida para interpretar el papel principal realizando pruebas a diversas supervivientes de quemaduras. La película fue seleccionada para proyectarse en la sección World Cinema Dramatic Competition en el Festival de Sundance de 2019. También ganó tres becerros de oro por mejor película, mejor dirección (Polak) y mejor música (Rutger Reinders).

## Trama
Una joven, Jade (Vicky Knight), regresa a casa desde el hospital después de someterse a un tratamiento por quemaduras graves. Está molesta al ver que su hija pequeña, Rae, le tiene miedo debido a sus graves cicatrices faciales. Jade cuenta con el apoyo de su madre y sus amigos, pero se siente incómoda al regresar a sus actividades habituales. Decepcionada al saber que con las curas de las heridas no logrará recuperar su aspecto, Jade contacta con un cirujano en Marruecos para tratar de someterse a una cirugía de reconstrucción facial. Dado que su madre no le presta el dinero para la cirugía, acepta un trabajo sin salida en un centro de llamadas donde se hace amiga de Flavia, otra madre soltera y le revela que fue el padre de Rae quien le quemó con ácido cuando rompieron. 
Jade sufre una serie de contratiempos cuando se entera de que su madre le ha permitido a Rae interactuar con su abuela paterna. La madre de Jade echa de casa temporalmente a Jade. Por otro lado se filtra en el trabajo un video de Jade masturbándose. Desesperada por la cirugía de reconstrucción facial, roba dinero a su madre y viaja a Marruecos con su mejor amiga Shami quien trae a su novio, Naz, con quien Jade había tenido un coqueteo. Mientras están allí, Naz y Jade tienen un escarceo sexual. Jade se entera de que la cirugía plástica que pagó es una estafa. Más tarde, Naz le confiesa que tiene sentimientos reales por ella, pero Jade lo rechaza por respeto a Shami. Al volver a casa, Jade gana un premio de empleada del mes en el trabajo y se reconcilia con su madre. 

## Reparto
- Vicky Knight como Jade.
- Eliza Brady-Girard como Rae.
- Rebecca Stone como Shami.
- Dana Marineci como Flavia.

## Recepción

### Críticas
En el agregador de reseñas Rotten Tomatoes, la película tiene una calificación de aprobación del 97% basada en 29 reseñas, y una calificación promedio de 7.5 / 10. El consenso crítico del sitio web dice: "Tan poderosamente actuado como se cuenta con delicadeza, Dirty God ofrece una historia oportuna entregada con empatía y una elegancia que afecta profundamente".
Cath Clarke de The Guardian escribió: "Dios sucio es el debut en inglés de la directora holandesa Polak, y es un retrato auténtico de Londres. Polak refleja con energía los momentos: en las salas de los hospitales, en un club mugriento, en un centro de llamadas aburrido donde Jade consigue un trabajo para pagar la cirugía ". Nikki Baughan de Sight & Sound escribió: "Vibrando positivamente con dolor, rabia e injusticia apenas reprimidos, el Dios sucio de Sacha Polak es a la vez un estudio de carácter muy observado y una acusación condenatoria de nuestra cultura de Instagram profunda". Hanna Flint, de <i id="mwPQ">Time Out</i>, escribió: "Polak sigue los pasos de los directores Andrea Arnold ('Fish Tank') y Benh Zeitlin ('Beasts of the Southern Wild') sacando una actuación brillantemente matizada de la actriz principal Knight, una víctima de quemaduras ". Jay Weissberg, de The Variety, escribió: "Se prestará mucha atención a la actuación impresionantemente matizada de Knight: una cosa es elegir a una aficionada que haya pasado por experiencias similares, y otra muy distinta es hacer que esa persona viva en un personaje ficticio". Vulnerable, endeble y descaradamente sexual, Knight's Jade puede no ser una persona especialmente agradable, pero es vibrantemente real, y la recién llegada aporta una fisicalidad contundente y, en sus escenas con Robinson, una sensualidad palpable ". Sophie Monks Kaufman del Empire escribió: "Un retrato íntimo de una joven inquieta que busca consuelo en la mente, el cuerpo y el alma. La recién llegada Vicky Knight es magnética y hay destellos de brillo cinético a pesar de tramos incompletos ".
Eric D. Snider, de CrookedMarquee, criticó la película por tener una trama débil y ser difícil de ver. Y agregó: "No es una pornografía de miseria totalmente gratuita, en última instancia, es más esperanzadora que eso, pero es adyacente a ella. La directora Sacha Polak, que coescribe con Susie Farrell, se centra en los valientes y no tan valientes esfuerzos de Jade para reconstruir su vida y no dejar que sus heridas la destruyan, pero es difícil no empantanarse en la tristeza de cada maldito detalle" y "a pesar del desempeño naturalista de Knight, es una película difícil de ver y las recompensas no son suficientes. La trama es débil, y estos no son el tipo de personajes con los que quieres pasar el rato ".

## Premios
| Premio                                  | Año                              | Categoría                     | Resultado |
| --------------------------------------- | -------------------------------- | ----------------------------- | --------- |
| Premios de cine británico independiente |                                  |                               |           |
| 2019                                    |                                  |                               |           |
| Mejor actriz                            | Nominado                         |                               |           |
| Mejor actor de reparto                  | Nominado                         |                               |           |
|                                         | El recién llegado más prometedor | Nominado                      |           |
|                                         |                                  | Mejor maquillaje y peluquería | Nominado  |